# روزيتا أريناس
روزيتا أريناس (بالإسبانية: Rosita Arenas) هي مغنية وممثلة مكسيكية، ولدت في 19 أغسطس 1933 في كاراكاس في فنزويلا.

## وصلات خارجية
- روزيتا أريناس على موقع IMDb (الإنجليزية)
- روزيتا أريناس على موقع قاعدة بيانات الفيلم (الإنجليزية)